# Liste der Kulturdenkmäler in Wincheringen
In der Liste der Kulturdenkmäler in Wincheringen sind alle Kulturdenkmäler der rheinland-pfälzischen Ortsgemeinde Wincheringen einschließlich der Ortsteile Bilzingen und Söst aufgeführt. Grundlage ist die Denkmalliste des Landes Rheinland-Pfalz (Stand: 8. Februar 2023).

## Wincheringen

### Denkmalzonen
| Bezeichnung                                | Lage | Baujahr                            | Beschreibung | Bild            |
| ------------------------------------------ | --- | ---------------------------------- | --- | --------------- |
| Denkmalzone Burg Wincheringen              | Burgstraße 7, 9, 10, Friedhof Lage                                                                       | 15. Jahrhundert                    | Bereich der ehemaligen Wasserburg, erhalten Wehrturm, 15. Jahrhundert; Herrschaftshaus, 16. Jahrhundert; Reste des nördlichen Mauerrings, dazugehörig zwei ehemalige Wirtschaftsgebäude, die später zu Quereinhäusern umgebaut wurden (Burgstraße 7 und 9), und der Friedhof am Platz der abgebrochenen ehemaligen Pfarrkirche | Fotos hochladen |
| Denkmalzone Trierer Straße/Warbergerstraße | Trierer Straße 3 und 5–8, Warbergerstraße 36/38, Im Weißfeld 2–8 (gerade Nummern), Weinbergstraße 4 Lage | zweite Hälfte des 19. Jahrhunderts | kennzeichnendes Straßenbild am Bereich des alten östlichen Dorfrandes und seiner Ausweitung ab der zweiten Hälfte des 19. Jahrhunderts mit ansehnlichen Höfen | Fotos hochladen |

### Einzeldenkmäler
| Bezeichnung                       | Lage                                                              | Baujahr                    | Beschreibung                                                                   | Bild                           |
| --------------------------------- | ----------------------------------------------------------------- | -------------------------- | ------------------------------------------------------------------------------ | ------------------------------ |
| Schulhaus                         | Burgstraße 3/5 Lage                                               | 1843                       | Schule; Gebäudegruppe, 1843, 1894, 1953                                        | Fotos hochladen                |
| Quereinhaus                       | Im Weissfeld 2 Lage                                               | 1870                       | stattliches Quereinhaus, 1870                                                  | Fotos hochladen                |
| Leuckskreuz                       | Im Weissfeld, Ecke Trierer Straße Lage                            | 1841                       | Wegekapelle, Schaftkreuz bezeichnet 1841                                       | Fotos hochladen                |
| Pfarrhof                          | Kirchenberg 7 Lage                                                | 1810                       | Pfarrhof; Quereinhaus, klassizistischer Krüppelwalmdachbau, bezeichnet 1810    | Fotos hochladen                |
| Mühle                             | Mühlenweg 3 Lage                                                  | 1789                       | ehemalige Mühle; Krüppelwalmdachbau, 1789, Erneuerung 1877                     | BW                             |
| Haardtkreuz                       | Petersberg Lage                                                   | 1809                       | Wegekreuz, Bildstockaufsatz, bezeichnet 1809                                   | Fotos hochladen                |
| Reiterkapelle                     | Reiterstraße, Ecke Warsbergerstraße Lage                          | Ende des 19. Jahrhunderts  | Altarkreuz in Mauernische, Ende des 19. Jahrhunderts                           | Fotos hochladen                |
| Portal                            | Reiterstraße, an Nr. 5 Lage                                       | Mitte des 19. Jahrhunderts | Hauspforte, spätklassizistisch, Mitte des 19. Jahrhunderts                     | Fotos hochladen                |
| Wegekapelle                       | Warsbergerstraße, bei Nr. 29 Lage                                 | 1631                       | Schaftkreuz in Wegekapelle, bezeichnet 1631                                    | Fotos hochladen                |
| Hofanlage                         | Warsbergerstraße 36 Lage                                          | Ende des 19. Jahrhunderts  | Parallelhof, Ende des 19. Jahrhunderts                                         | Fotos hochladen                |
| Hofanlage                         | Warsbergerstraße 38 Lage                                          | 1816                       | historistischer Streckhof, Ökonomie bezeichnet 1816, Wohnhaus bezeichnet 1906  | Fotos hochladen                |
| Heiligenhäuschen                  | Warsbergerstraße, bei Nr. 47 Lage                                 | 1864                       | Heiligenhäuschen, Schaftkreuz bezeichnet 1864                                  | Fotos hochladen                |
| Katholische Pfarrkirche St. Peter | Warsbergerstraße 50 Lage                                          | 1883/84                    | turmlose dreischiffige neugotische Basilika, 1883/84, Architekt Reinhold Wirtz | weitere Bilder Fotos hochladen |
| Grenzstein                        | westlich des Ortes nahe am Bahnhof Wincheringen am Moselufer Lage | um 1821                    | Grenzstein, Säule, um 1821                                                     | Fotos hochladen                |

## Bilzingen

### Einzeldenkmäler
| Bezeichnung                        | Lage                                                               | Baujahr                | Beschreibung | Bild            |
| ---------------------------------- | ------------------------------------------------------------------ | ---------------------- | --- | --------------- |
| Wetterbrunnen                      | Zum Wetterbrunnen Lage                                             | um 1850                | Brunnenhaus; Kalkbruchsteinbau, Rundbogenstil, um 1850 | BW              |
| Hofanlage                          | Zum Wetterbrunnen 2/4 Lage                                         | frühes 19. Jahrhundert | Streckhof, frühes 19. Jahrhundert | BW              |
| Katholische Filialkirche St. Lucia | Zum Wetterbrunnen 4a Lage                                          | 1686                   | Saalbau, 1686, Erweiterung 1856; Steinkreuze des 17. und 18. Jahrhunderts | Fotos hochladen |
| Hofanlage                          | Zum Wetterbrunnen 15/17 Lage                                       | um 1870                | Winkelhof, um 1870 | Fotos hochladen |
| Hofanlage                          | Zum Wetterbrunnen 21/23 Lage                                       | 1867                   | Streckhof, bezeichnet 1867 | Fotos hochladen |
| Wegekapelle                        | Zum Wetterbrunnen, gegenüber Nr. 21 Lage                           | um 1860                | Nischenkreuz in gewölbt gemauerter Kapelle, um 1860 | Fotos hochladen |
| Wegekapelle                        | Zum Wiesental, am neuen Friedhof Lage                              | 19. Jahrhundert        | Wegekapelle; Putzbau, Holzkreuz, 19. Jahrhundert | Fotos hochladen |
| Wegekapelle                        | am östlichen Ortsausgang an der L 134 Lage                         | 1851                   | Wegekapelle, Putzbau, 1851 | Fotos hochladen |
| Wegekapelle                        | am östlichen Ortsausgang an der L 134 Lage                         | 1874                   | Wegekapelle, Putzbau, 1874 | Fotos hochladen |
| Helenenkreuz                       | nordöstlich des Ortes an der K 111 Lage                            | 1746                   | Schaftkreuz, bezeichnet 1746, Erneuerung bezeichnet 1810 Dieses Kreuz bezeichnet eine Grenzmarke zwischen Bilzingen, Wincheringen und Körrig und trägt seinen Namen bereits mindestens seit 1564. Einer Sage nach hat das Kreuz seinen Namen von Kaiserin Helena, die hier an der Römerstraße während einer Pilgerreise ins Heilige Land Rast gemacht und den Schrein mit dem Heiligen Rock auf die Erde gesetzt hatte, worauf an dieser Stelle ein Rosenstrauch spross. | Fotos hochladen |
| Wegekreuz                          | östlich des Ortes und der Wegekapellen an der L 134 Lage           | 1868                   | Pfeilerkreuz, 1868 | Fotos hochladen |
| Wegekreuz                          | östlich des Ortes an der L 134 und südlich des Helenenkreuzes Lage | 1899                   | Gedenkkreuz, 1899 | BW              |
| Wegekreuz                          | südöstlich der Ortslage an einem Feldweg Lage                      | 1875                   | Wegekreuz, klassizistischer Cippus, 1875 | Fotos hochladen |

## Söst

### Einzeldenkmäler
| Bezeichnung                           | Lage                 | Baujahr | Beschreibung                                                                             | Bild            |
| ------------------------------------- | -------------------- | ------- | ---------------------------------------------------------------------------------------- | --------------- |
| Katholische Filialkirche St. Bernhard | Söst 12 Lage         | 1890    | neugotischer Saalbau, 1890, Architekt Reinhold Wirtz                                     | Fotos hochladen |
| Wohnhaus                              | Söst 63 Lage         | 1762    | Giebelbau, bezeichnet 1762, Erneuerung bezeichnet 1850                                   | BW              |
| Bildstock                             | Söst, an Nr. 78 Lage | 1631    | Kreuzigungsbildstock; Schaftbildstock auf Setzstein, bezeichnet 1631 und 1865 (erneuert) | Fotos hochladen |